# Брандт, Карл (театральный машинист)
Карл Брандт (нем. Carl Brandt; 1828—1881) — немецкий театральный машинист.

## Биография
Родился 15 июня 1828 года в Дармштадте, Бавария. Учился в политехническом институте родного города. В 1847 году отправился в Берлин, где ему предложили место первого машиниста в Кёнигштетском театре. В 1849 году занял такую же должность при Дармштадтском придворном театре и оставался в ней до самой смерти. Скончался 27 декабря 1881 года.

## Достижения в технике сцены
Карла Брандта по праву называют гениальным техником сцены. Крупные театры Европы обязаны ему многими своими оперными и обстановочными эффектами. Вагнеровский театр в Байройте в наибольшей части своих технических приспособлений — это также дело его рук.
Карлу Брандту принадлежит идея использования на театральной сцене так называемых накатных площадок, или фурок. Ещё в 1857 году он оборудовал движущуюся платформу размером 10×8 м на сцене родного театра в Дармштадте. Позднее накатные площадки в широких масштабах стали использовать и другие театры: Вагнеровский театр в Байройте, Ганноверская опера и т. д. Эта простая техника в значительной мере облегчила монтаж объёмных декораций, сократила время, необходимое для их перестановки. Свободное передвижение отдельных площадок сделало возможным создание диагональных композиций, позволило обставлять сцену комплексом станков разной высоты. Однако сценические фурки выполняли лишь вспомогательную роль, в те годы никто не рассматривал их в качестве основного средства механизации планшета сцены.
Революцию в организации театральной сцены совершит младший брат Карла — обер-инспектор берлинских театров Ф. Брандт, предложив в 1901 году в проекте «Реформированной сцены» превратить фурки в накатные сцены, с помощью которых можно было бы выкатывать не отдельные фрагменты декораций, а целиком всё оформление картины.